# جون ي. كول
جون ي. كول (بالإنجليزية: John Y. Cole)‏ هو أمين مكتبة ومؤرخ أمريكي، ولد في 30 يوليو 1940 في إلينسبورغ في الولايات المتحدة.